# Nedašovce
Nedašovce(allemand : Nedaschotz) . est un village de Slovaquie situé dans la région de Trenčín.

## Histoire
Première mention écrite du village en 1389.

## Démographie

### Évolution de la population
| Année:               | 1994. | 2004.   | 2014.   | 2024.   |
| -------------------- | ----- | ------- | ------- | ------- |
| Nombre de personnes: | 443   | 455     | 439     | 427     |
| Différence:          |       | +2,70 % | -3,51 % | -2,73 % |

| Année:               | 2023. | 2024.   |
| -------------------- | ----- | ------- |
| Nombre de personnes: | 435   | 427     |
| Différence:          |       | -1,83 % |